# Needy Streamer Overload
Needy Streamer Overload – przygodowa powieść wizualna o tematyce denpa stworzona przez japońskiego producenta Xemono i opublikowana przez WSS Playground na macOS, Microsoft Windows i Nintendo Switch w 2022 roku. Gracz wciela się w rolę menadżera streamerki, który podejmuje za nią decyzje, by w ciągu miesiąca mogła osiągnąć swój cel, którym jest zdobycie miliona obserwujących. Gra początkowo nosiła tytuł Needy Girl Overdose, lecz zmieniono go w listopadzie 2021 roku, w ramach przygotowań do wydania gry na Zachodzie. Oryginalny tytuł został zachowany w Japonii.
Główną bohaterką gry Needy Streamer Overload jest młoda dziewczyna o imieniu Ame (あめちゃん, Ame-chan). Ame jest przedstawiona jako osoba z problemami psychicznymi, która przerwała naukę w szkole i odizolowała się od społeczeństwa. Zamieszkała razem z protagonistą, którego pieszczotliwie nazywa P-chan (ピ, pi). Ame wciela się w personę "OMGkawaiiAngel" (超絶最かわてんしちゃん, Chōzetsusai kawa tenshi-chan, dos. "transcendentalny uroczy anioł") lub "KAngel" (超てんちゃん, Chōten-chan). W tej roli rozpoczyna transmisje na żywo, podczas których nawiązuje interakcje ze swoimi widzami.

## Rozgrywka
Gracz wchodzi w interakcję z Ame wyłącznie za pośrednictwem pastelowego interfejsu użytkownika w stylu Windows 95, wybierając co zrobi dziewczyna za pomocą ikon na pulpicie, monitorując jej statystyki za pomocą Menedżera zadań i rozmawiając z nią za pośrednictwem komunikatora internetowego o nazwie JINE. Każdy dzień jest podzielony na przedziały czasowe - południe, zmierzch i wieczór, a różne działania mogą zajmować jeden lub wiele z tych przedziałów czasowych. Ame może przeprowadzać transmisje na żywo tylko wieczorem, ponieważ jest to pora dnia, w której widzowie są najbardziej aktywni. Podczas transmisji na żywo gracz wciela się w rolę moderatora treści odpowiedzialnego za usuwanie lub promowanie komentarzy widzów w czacie na żywo. Po transmisji lub zakończeniu różnych działań gracz może uzyskać wgląd w przemyślenia i nastrój Ame za pośrednictwem jej postów na Twitterze. Oprócz liczby obserwujących, Ame posiada trzy statystyki, które gracz będzie musiał monitorować, a mianowicie są to: stres, sympatia (do gracza) i poczytalność. Jeśli niektóre atrybuty staną się zbyt wysokie lub niskie, Ame zacznie wykazywać niekorzystne efekty. Działania, które Ame może wykonywać, obejmują poszukiwanie nowych pomysłów na stream, wspólne spędzanie czasu, spanie, uprawianie seksu lub nadużywanie leków na receptę oraz środków psychoaktywnych. Każda z tych czynności ma wpływ na statystyki Ame. Gra miała pierwotnie 22 różne zakończenia, które można osiągnąć na podstawie wyborów gracza. Dodatkowe zakończenia zostały dodane w aktualizacji z 28 października 2022 r., która zbiegła się z premierą gry na Nintendo Switch.